# Арматура (музика)
Вижте пояснителната страница за други значения на Арматура.
В музиката терминът арматура се използва, за да обозначи един от начините на употреба на знаците за алтерация – диез и бемол. Освен конкретната си употреба за повишаване и понижаване на даден тон, те могат да бъдат поставени и в началото на произведението или музикалния откъс, за да се обозначи, че те ще бъдат валидни до съответната им отмяна. Когато знаците за алтерация се използват като арматура, те се изписват в началото на всяко следващо петолиние непосредствено след музикалния ключ.
Арматурата се използва изключително за нотно обозначаване на музикалната тоналност. Наличието на един диез в арматурата говори за тоналността „сол мажор“ или паралелната ѝ „ми минор“ – за да бъде променен натуралният звукоред така, че мажорният лад да бъде изграден върху тона сол, е необходимо да се повиши седмата степен – именно фа. По същия начин за да бъде построен мажорен лад върху тона ре е необходимо да бъдат повишени третата и седмата степен от натуралния звукоред, т.е. тоновете до и фа и т.н.
Знаците за алтерация не се поставят в арматурата произволно, а следват определена закономерност и ред.
- Последователността на диезите в арматурата е: фа – до – сол –ре – ла – ми – си.
- Последователността на бемолите е обратната: си – ми – ла – ре – сол – до – фа.

Това означава, че ако в арматурата трябва да има например 3 бемола, те могат да бъдат само си – ми – ла. При 4 бемола те вече ще бъдат си – ми – ла – ре и т.н.
Броят и видът на знаците в арматурата тясно следват квинтовия и квартовия кръг на музикалната тоналност.
Те могат да бъдат отменени частично, т.е. може временно в рамките на такта да бъде отменено значението на само един от знаците за алтерация, съдържащи се в арматурата, тогава става дума за хроматизъм. Могат да бъдат отменени и изцяло (със специфично записване в нотописа) и да бъдат заменени с друга арматура. Тогава вече се говори за модулация.